# Sidney Siqueira
Sidney Siqueira (Trindade, 22 de julho de 1977[carece de fontes?]) é um pugilista brasileiro, campeão latino-americano da categoria peso médio, no Torneio Internacional de Boxe, realizado em março de 2014 em São Carlos (São Paulo).